# Murgrönssnyltrot
Murgrönssnyltrot (Orobanche hederae) är en art i familjen snyltrotsväxter. Murgrönssnyltrot saknar klorofyll och parasiterar vanligen på planterad murgröna (Hedera helix). Stjälken är upprätt och vanligen rödaktigt brun till färgen och kan bli upp till 5 dm hög. Blomningen med gula 1-2 cm långa blommor med röda strimmor sker i juni - juli. De kortskaftade blommorna har ett lansettlikt stödblad, men saknar förblad, och växer i axlika klasar. Den rörformiga kronan har en tydlig insnörning i övre delen. Stiftets märke är gult och ståndarsträngarna är håriga vid basen. Frukten är en kapsel.

## Utbredning
Murgrönssnyltrot är vanligt förekommande i Centraleuropa. I Sverige förekommer växten sparsamt och finns endast på en fåtal platser i södra Sverige. Första fynduppgift i Sverige är från Lund i Skåne år 1963.

## Externa länkar

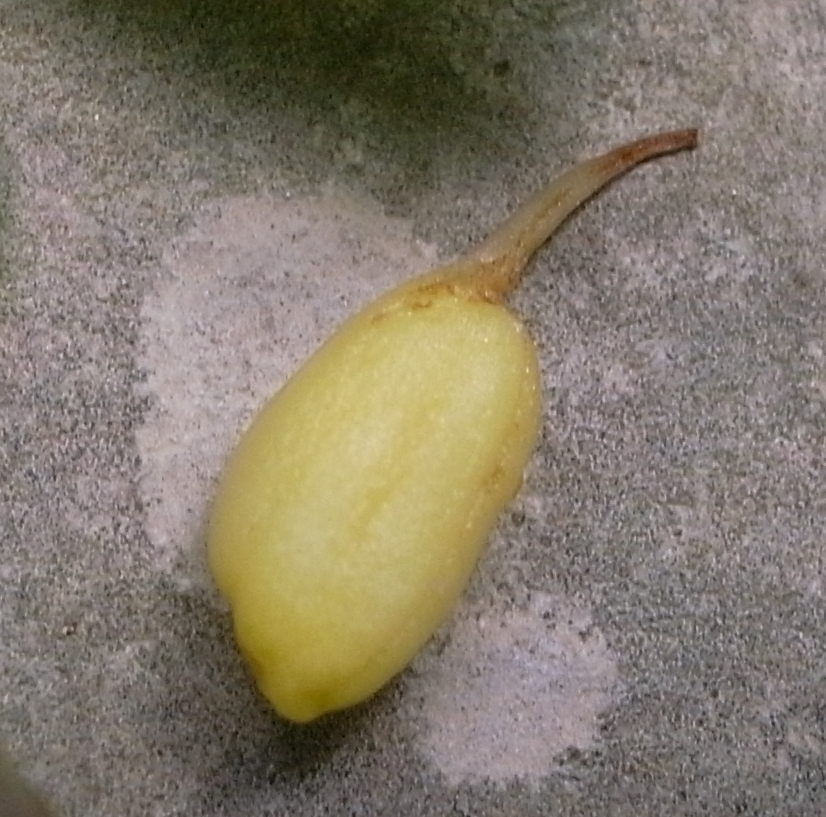
Fruktkropp